# فرانسيس جرانجر
فرانسيس جرانجر (بالإنجليزية: Francis Granger)‏ (ولد في عام 1792م – وتوفي عام 1868م)، هو سياسي، ومحام من الولايات المتحدة الأمريكية .
كان عضوا في حزب اليمين ونائبا عن ولاية نيويورك وتولى منصب مدير عام خدمة البريد الأمريكية. كما ترشح لمنصب نائب الرئيس عن حزب الويغ في انتخابات عام 1836، وهو الشخص الوحيد الذي خسر الانتخابات المشروطة لنائب الرئيس.
والده جديون جرانجر الذي كان أيضا مدير عام لخدمة البريد الأمريكية، وهو أطول شخص يشغل المنصب في تاريخ الولايات المتحدة.

## التعليم
تعلم في جامعة ييل.